# 林木声
林木声（1956年4月—），男，汉族，广东汕头人，中华人民共和国政治人物。华南师范学院中文系中文专业毕业，中共中央党校经济管理专业在职研究生学历。

## 生平
1973年1月参加工作，1974年5月加入中国共产党。历任共青团广东省委副书记、书记，中共汕头市委副书记、政法委书记、潮阳市委书记，揭阳市委副书记、副市长、代市长、市委书记、市人大常委会主任，汕头市委书记、市人大常委会主任等职。2006年2月当选广东省人民政府副省长，2012年2月被补选为中共广东省委常委，随即卸任副省长职务，改任省委秘书长、办公厅主任丶廣東省關心下一代工作委員會主任。2014年3月卸任中共广东省委办公厅主任职务。2016年1月，被补选为广东省政协副主席，次月兼任党组副书记。